# Aizoon
Aizoon je biljni rod iz porodice čupavica. Rod je raširen uglavnom po Africi i dijelovima jugozapadne Azije. Pripada joj četrdesetak vrsta jednogodišnjeg raslinja i trajnica

## Vrste
1. Aizoon acutifolium (Adamson) Klak
2. Aizoon affine (Sond.) Klak
3. Aizoon africanum (L.) Klak
4. Aizoon asbestinum Schltr.
5. Aizoon canariense L.
6. Aizoon collinum (Eckl. & Zeyh.) Klak
7. Aizoon cryptocarpum (Fenzl) Klak
8. Aizoon crystallinum Eckl. & Zeyh.
9. Aizoon cymosum (Adamson) Klak
10. Aizoon dregeanum (Fenzl ex Sond.) Klak
11. Aizoon ecklonis (Walp.) Klak
12. Aizoon exiguum (Adamson) Klak
13. Aizoon filiforme (Thunb.) Klak
14. Aizoon fruticosum L.f.
15. Aizoon giessii Friedrich
16. Aizoon glabrum Ewart
17. Aizoon glanduliferum (Bittrich) Klak
18. Aizoon glinoides L.f.
19. Aizoon herniariifolium (C.Presl) Klak
20. Aizoon hispidissimum (Fenzl ex Sond.) Klak
21. Aizoon karooicum Compton
22. Aizoon kochii J.Wagner
23. Aizoon mezianum (K.Müll.) Klak
24. Aizoon namaense (Schinz) Klak
25. Aizoon neorigidum Klak
26. Aizoon pallens (Eckl. & Zeyh.) Klak
27. Aizoon paniculatum L.
28. Aizoon papulosum Eckl. & Zeyh.
29. Aizoon plinthoides Klak
30. Aizoon portulacaceum (Fenzl ex Sond.) Klak
31. Aizoon prostratum (G.Schellenb. & Schltr.) Klak
32. Aizoon pruinosum (Sond.) Klak
33. Aizoon pubescens Eckl. & Zeyh.
34. Aizoon rehmannii (G.Schellenb.) Klak
35. Aizoon rigidum L.f.
36. Aizoon sarcophyllum (Fenzl ex Sond.) Klak
37. Aizoon sarmentosum L.f.
38. Aizoon schellenbergii Adamson
39. Aizoon secundum L.f.
40. Aizoon sericeum (Pax) Klak
41. Aizoon subcarnosum (Adamson) Klak
42. Aizoon virgatum Welw. ex Oliv.
43. Aizoon zeyheri Sond.